# (256892) Wutayou
(256892) Wutayou est un astéroïde de la ceinture principale.

## Description
(256892) Wutayou est un astéroïde de la ceinture principale. Il fut découvert le 27 février 2008 à l'Observatoire de Lulin par Chi-Sheng Lin et Ye Quan-Zhi. Il présente une orbite caractérisée par un demi-grand axe de 2,35 UA, une excentricité de 0,13 et une inclinaison de 2,9° par rapport à l'écliptique.

## Compléments